# Die Bauern (Tschechow)

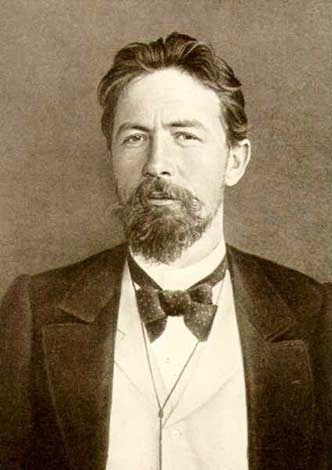
Anton Tschechow

Die Bauern, auch Bauern (russisch Мужики, Muschiki), ist eine Erzählung des russischen Schriftstellers Anton Tschechow, die im Aprilheft 1897 der Moskauer Zeitschrift Russkaja Mysl erschien.
Wladimir Czumikows Übertragung ins Deutsche kam 1902 bei Diederichs in Leipzig heraus. Andere Übersetzungen: 1897 ins Schwedische (Musjikerna), 1898 ins Bulgarische (Мужици) und Tschechische (Mužici), 1899 ins Serbokroatische (Mužici), Dänische (Bønder) und Norwegische (Bønder), 1901 ins Ungarische (A parasztok) und Französische (Les Moujiks) sowie 1905 ins Polnische (Chłopi).

## Handlung
Nikolai Tschikildejew stammt aus dem Lakaiendorf Shukowo – nahe beim Kirchdorf Kossogorow. Seinen Spitznamen hat das Dorf bekommen, weil es Moskau seit Jahren schon mit Dienerschaft versorgt. Als Elfjähriger kam Nikolai in die Stadt. Nun kann er krankheitshalber nicht mehr im Moskauer Hotel „Slawischer Basar“ kellnern. 
Bald steht er mittellos da. So geht Nikolai mit der Ehefrau Olga und der gemeinsamen zehnjährigen schmächtigen Tochter Sascha zurück in sein Dorf – ein schwerer Fehler, wie er bereits kurz nach der Ankunft in der engen elterlichen Behausung erkennen muss. Das Korn hat bei den Eltern in Shukowo nur bis zu Butterwoche gereicht. Mehl muss in der Schenke gekauft werden. In dem elterlichen Häuschen leben außer dem Vater Ossip und seiner Frau, der 58-jährigen, zänkischen Babka, deren Schwiegertöchter Marja und Fjokla mit ihrer Kinderschar. Wenn Nikolais Bruder Kirjak schon einmal nach Hause kommt, schlägt er im Suff seiner Ehefrau Marja vor versammelter Familie mit einem einzigen Fausthieb die Nase blutig.
Nikolai darf als Kranker auf dem Ofen schlafen. Olga muss mit den anderen Frauen des Nachts in die Scheune. Marja, die noch nie aus dem Dorf herausgekommen ist, lässt sich von Marja das strahlende Moskau beschreiben. Fjokla ist „geistig völlig unentwickelt“, hört zu, begreift aber nicht. Nach ihrem Ehemann Denis befragt, der bei den Soldaten dient, erwidert Fjokla: „Er soll mir vom Leibe bleiben.“
Marja und Olga erkennen sich als verwandte Seelen und besuchen gemeinsam den Gottesdienst. Fjokla vergnügt sich am anderen Flussufer mit den Knechten.
Als am späten Abend in Shukowo eines der Bauernhäuschen abbrennt, weil darin allzu sorglos mit dem Samowar hantiert worden war, müssen die Frauen unter Anleitung von Knechten aus dem benachbarten Gutshof das Übergreifen des Feuers auf die anderen Häuschen mit Wassertragen et cetera verhindern. Die Shukower Bauern torkeln derweil erstaunt und sturzbetrunken aus der Schenke. Der volltrunkene Kirjak will zwar löschen, wird aber von einem der Knechte mit einem Schlag ins Genick zur Räson gebracht. Der „Helfer“ Kirjak kriecht auf allen Vieren in die Menge der lachenden Schaulustigen zurück. Fjokla geht mit Olga während der Löscharbeiten nicht zimperlich um; herrscht die Schwägerin hasserfüllt an: „Hast dir in Moskau einen schönen Wanst angemästet! Dickbäuchige!“ und schlägt Olga mit der Tragestange auf die Schulter.
Der Dorfälteste Antip Sedelnikow nimmt im Auftrage des angereisten Bezirksvorstehers der Landpolizei verschuldeten Bauern – darunter natürlich auch dem Großvater Ossip – den Samowar weg. Ossip bittet um Rückgabe. Fehlanzeige. Die erforderliche Einlösegebühr von drei Rubeln hat Ossip nicht. Anderen verschuldeten Bauern nimmt Antip die Hühner weg.
Nikolai stirbt. Olga will in Moskau als Stubenmädchen wieder ihr Glück versuchen. Der notorische Trinker Kirjak möchte sich dort als Hausknecht verdingen.

## Zitat
„Den Tod fürchteten nur die reichen Bauern … Die ärmeren Bauern hatten keine Angst vor dem Tode. Dem alten Ossip und der Großmutter sagte man ins Gesicht, sie hätten lange genug gelebt, es sei Zeit zum Sterben; sie fanden nichts dabei … für Marja hatte der Tod ebenfalls nichts Schreckliches, sie war sogar traurig, daß er so lange nicht kam, und freute sich, wenn ihre Kinder starben... Den Tod fürchteten sie nicht, aber jede Krankheit flößte ihnen eine übertriebene Angst ein.“

## Gesellschaftskritik
Olga, die als Stubenmädchen in einer Moskauer Pension gedient hatte, verlässt – wie gesagt – mit Sascha Shukowo, nachdem Nikolai gestorben ist. Auf dem Rückmarsch nach Moskau bittet sie am Wege um ein Almosen. Der Realist Anton Tschechow lässt diese Frau über die Shukowoer Bauern sinnieren: „… daß diese Menschen schlimmer als das Vieh lebten, und das Zusammensein mit ihnen war schrecklich gewesen; sie waren roh, unehrlich, schmutzig, ewig betrunken, lebten uneinig und ständig im Streit miteinander, weil einer den anderen fürchtete und beargwöhnte, weil sie keine Achtung voreinander hatten … aber sie waren doch Menschen, sie litten und weinten wie Menschen … Da war ihre schwere Arbeit, von der ihnen in der Nacht der ganze Körper weh tast, die grausamen Winter, die dürftigen Ernten, die Enge. Und keine Hilfe. Woher sollte sie auch kommen? Diejenigen, die reicher und mächtiger waren, konnten nicht helfen, weil sie selber roh, unehrlich und betrunken waren … Jeder kleinste Beamte oder Angestellte ging mit den Bauern um wie mit Landstreichern und sagte sogar zu den Dorf- und Kirchenältesten du; sie bildeten sich ein, ein Recht dazu zu haben … wie konnte denn eine Hilfe … kommen von Leuten, die gewinnsüchtig, habgierig, lasterhaft und faul waren, die nur ins Dorf gefahren kamen, um zu plündern, zu beleidigen und einzuschüchtern?“

## Rezeption
- 1958, Maugham stellt den Text mit Madame Bovary von Flaubert auf eine Stufe.[9]
- 1962, Gudrun Düwel[10] schreibt, Anton Tschechow stelle die Zustände im russischen Dorf – im Gegensatz zu den Idyllen der Volkstümler – wahrheitsgetreu dar und zitiert einen Passus aus dem Beschluss der Moskauer Zensurbehörde: „Seite 193 ist herauszunehmen, bei Nichtzustimmung verbieten“.

## Deutschsprachige Ausgaben
- Die Bauern. Deutsch von Gerhard Dick in Wolf Düwel (Hrsg.): Anton Tschechow: Die Dame mit dem Hündchen. Meistererzählungen. (enthält noch: Die Gattin. Anna am Halse. Weißstirnchen. Das Haus mit dem Zwischenstock. Ariadna. Mein Leben. Der Mord. Der Petschenege. In der Heimat. Auf dem Wagen. Bei Bekannten. Der Mensch im Futteral. Die Stachelbeeren. Von der Liebe. Jonytsch. Ein Fall aus der Praxis. Herzchen. Das Neue Landhaus. Auf der Dienstreise. Zur Weihnachtszeit. In der Schlucht. Der Bischof. Die Braut). 612 Seiten. Rütten & Loening, Berlin 1967 (1. Aufl.)

### Verwendete Ausgabe
- Bauern, S. 287–328 in Anton Tschechow: Meistererzählungen. Aus dem Russischen übersetzt von Hertha von Schulz. Nachwort: Gudrun Düwel. 431 Seiten. Aufbau-Verlag Berlin 1962 (enthält: Pferdediebe. Weiber. Der Anfall. Krankenstation Nr. 6. Springinsfeld. Der schwarze Mönch. Der Mord. Das Haus mit dem Zwischenstock. Bauern. Der Mensch im Futteral. In der Schlucht. Die Braut).

### Sekundärliteratur
- Peter Urban (Hrsg.): Über Čechov. 487 Seiten. Diogenes, Zürich 1988 (Diogenes-Taschenbuch 21244). ISBN 3-257-21244-5